# Ahmed Faras
Pour les articles homonymes, voir Faras.
Ahmed Faras, en arabe : أحمد فرس, dont le nom est transcrit parfois Faris, né le 7 décembre 1946 à Mohammédia (Maroc) et mort le 16 juillet 2025, est un footballeur international marocain qui évolue au poste d'attaquant.

## Carrière

### SC Chabab Mohammédia
Ahmed Faras, originaire de Mohammédia, a commencé sa carrière au sein du centre de formation du SC Chabab Mohammédia, montrant rapidement un talent prometteur qui le propulserait vers une carrière professionnelle. Ses débuts professionnels en championnat du Maroc ont eu lieu lors de la saison 1964-1965, marquant le commencement d'une relation durable avec le club. À cette époque, le SC Chabab Mohammédia n'est qu'un club peu confirmé au Maroc, avec notamment sa première montée dans son histoire depuis 1961, soit, quatre ans avant la première apparition d'Ahmed Faras.
Au cours de la 1968-1969, Ahmed Faras a commencé à se distinguer en tant que joueur exceptionnel, jetant les bases d'une carrière remarquable au sein du SC Chabab Mohammédia. Sa contribution exceptionnelle au club a été récompensée par le titre de meilleur buteur du championnat lors des saisons 1969 et 1973, témoignant de sa remarquable habileté devant les buts. En 1975, Ahmed Faras a également l'honneur de soulever la Supercoupe du Maroc. En fin de cette année, il remporte le Ballon d'or africain.
Son héritage au sein du SC Chabab Mohammédia a atteint son apogée lors de la saison 1979-1980, lorsque l'équipe a triomphé en remportant le prestigieux championnat du Maroc. Cette victoire a consolidé la position d'Ahmed Faras en tant que joueur emblématique du club et a laissé une empreinte indélébile dans l'histoire du football marocain.
Parallèlement à ses exploits en championnat, Ahmed Faras a également contribué de manière significative aux succès en coupe, remportant la Coupe du Maroc à deux reprises, en 1972 et 1975. Sa détermination et son talent exceptionnel ont également conduit le club à la victoire lors de la Coupe du Maghreb des vainqueurs de coupe en 1973, ajoutant un titre continental à son palmarès.
Sa carrière au SC Chabab Mohammédia est marquée par une loyauté exemplaire, totalisant 17 années de service dévoué avant de prendre sa retraite en 1982, devenant ainsi le joueur le plus capé, ainsi que le meilleur buteur de l'histoire du club.

### Carrière internationale

#### Maroc olympique (U23) et participation aux JO
En 1966, sous l'aile de Abderrahman Mahjoub, il fait ses débuts en équipe du Maroc à l'occasion d'un match amical non-FIFA contre l'équipe B de Suisse, le 18 avril 1966. Quelques mois plus tard, en novembre 1966, il dispute son premier match amical FIFA contre l'Algérie à Oran (match nul, 2-2).
Il participe aux Jeux Olympiques d'été de 1972 à Munich en Allemagne.

#### Maroc A
Le 5 novembre 1967, à l'âge de 20 ans, il dispute son premier match et inscrit son premier but international avec le Maroc olympique (moins de 23 ans) contre la Tunisie olympique à Casablanca dans le cadre d'un match de qualification aux Jeux olympiques d'été de 1968 (match nul, 1-1). Durant le même mois, il dispute le match retour à Tunis (match nul, 0-0). Cependant, le Maroc olympique ne parvient finalement pas à se qualifier, au détriment du Ghana olympique. 
À partir de 1971, il commence à porter le brassard de capitaine avec l'équipe du Maroc olympique et du Maroc. 
Ahmed Faras participe ensuite à la Coupe du monde 1970 au Mexique avant de mener son équipe à la victoire lors de la Coupe d'Afrique des nations de football 1976, sous la houlette de Gheorghe Mărdărescu et la direction du colonel Mehdi Belmedjoub. Ahmed Faras décrit plus tard cette époque en déclarant : « Je garderai toujours en mémoire cette ambiance familiale qui nous liait avec le staff technique. Mardarescu avait les idées claires. Celles-ci répondaient aux objectifs et aux principes fixés par le Colonel Belmejdoub : privilégier la notion de groupe, mettre les talents dont nous disposions au service du collectif. »

## Sélections en équipe nationale
1. 05/11/1967 Maroc v Tunisie Casablanca 1 - 1 Elim. JO 1968/1 but(1)
2. 26/11/1967 Tunisie vs Maroc Tunis0 - 0 Elim. JO 1968
3. 09/06/1968 Maroc vs Ghana Casablanca1 - 1 Elim. JO 1968/ 1 but(2)
4. 30/06/1968 Ghana vs Maroc Accra 1 - 2 Elim. JO 1968 / 1 but(3)
5. 28/03/1971 Maroc - Niger Casablanca 5 - 2 Elim. JO 1972 / 2 buts(6)
6. 25/04/1971 Niger - Maroc Niamey 1 - 3 Elim. JO 1972 / 1 but(7)
7. 23/04/1972 Tunis Tunisie vs Maroc 3 - 3 Elim. JO 1972 / 1 but(13)
8. 30/04/1972 Casablanca Maroc vs Mali 2 - 1 Elim. JO 1972 / 1 but(14)
9. 14/05/1972 Maroc vs Tunisie Casablanca 0 - 0 Elim. JO 1972
10. 21/05/1972 Mali vs Maroc Bamako 1 - 4 Elim. JO 1972 / 1 but(15)
11. 27/08/1972 USA vs Maroc Augsbourg 0 - 0 JO 1972
12. 29/08/1972 RFA vs Maroc Passau 3 - 0 JO 1972
13. 31/08/1972 Malaisie vs Maroc Ingolstadt 0 - 6 JO 1972 / 3 buts(18)
14. 03/09/1972 URSS vs Maroc Munich 3 - 0 JO 1972
15. 08/09/1972 Pologne vs Maroc Nuremberg 5 - 0 JO 1972
16. 23/02/1975 Maroc vs Libye Casablanca2 - 1 Elim. JO 1976 / 1 but  (29)
17. 14/03/1975 Libye vs Maroc Benghazi 0 - 1 Elim. JO 1976
18. 30/11/1975 Tunisie vs Maroc Tunis 0 - 1 Elim. JO 1976
19. 14/12/1975 Maroc vs Tunisie Casablanca 1 - 0 Elim. JO 1976 / 1 but(32)
20. 18/04/1976 Maroc vs Nigeria Tanger 1 - 0 Elim. JO 1976
21. 15/04/1979 Maroc vs Sénégal Casablanca 1 - 0 Elim. JO 1980
22. 29/04/1979 Sénégal vs Maroc Dakar 1 - 0(5-6p) Elim. JO 1980
23. 18/04/1966 Grenchen Suisse "B" vs Maroc 6 - 4 Amical
24. 24/11/1966 Algérie vs Maroc Oran 2 - 2 Amical
25. 22/02/1967 RFA - Maroc Karlsruhe 5 - 1 Amical
26. 07/09/1967 Italie Amateur vs Maroc Tunis 0 - 1 J.M 1967
27. 10/09/1967 France Amateur vs Maroc Tunis2 - 0 J.M 1967
28. 12/09/1967 Algérie - Maroc Tunis 3 - 1 JM 1967
29. 17/03/1968 Maroc - Algérie Casablanca 0 - 0 Amical
30. 03/11/1968 Maroc – Sénégal Casablanca 1 - 0 Elim. CM 1970
31. 22/03/1969 Maroc - Algérie Agadir 1 - 0 Elim. CAN 1970
32. 13/06/1969 Maroc - Tunisie Marseille 2 - 2 Elim. CM 1970
33. 21/09/1969 Maroc - Nigeria Casablanca 2 - 1 Elim. CM 1970 / 1 but(4)
34. 10/10/1969 Soudan - Maroc Khartoum 0 - 0 Elim. CM 1970
35. 26/10/1969 Maroc - Soudan Casablanca 3 - 0 Elim. CM 1970
36. 30/10/1969 Algérie - Maroc Alger 1 - 0 Amical
37. 28/12/1969 Maroc vs Bulgarie Casablanca 3 - 0 Amical
38. 03/06/1970 RFA - Maroc Leon 2 - 1  CM 1970
39. 11/06/1970 Bulgarie - Maroc Leon 1 - 1  CM 1970
40. 27/12/1970 Maroc - Algérie Casablanca 3 - 0 Elim. CAN 1972
41. 14/03/1971 Maroc - Égypte Casablanca 3 - 0 Elim. CAN 1972
42. 16/04/1971 Égypte – Maroc Le Caire 3 - 2 Elim. CAN 1972
43. 26/06/1971 : Maroc - Tchécoslovaquie Téhéran 1 - 0 Tournoi de Perse
44. 11/09/1971 Maroc - Mexique Casablanca 2 - 1 Amical
45. 08/10/1971 Égypte - Maroc Izmir 1 - 0 Jeux Méd. / 1 but (8)
46. 10/10/1971 Izmir Grèce vs Maroc 0 - 1 J.M 1971
47. 13/10/1971 Izmir Yougoslavie vs Maroc 1 - 0 J.M 1971
48. 17/02/1972 Sénégal vs Maroc Dakar 1 - 3 Amical / 1 but(9)
49. 20/02/1972 Nigeria vs Maroc Lagos 3 - 0 Amical
50. 25/02/1972 Congo - Maroc Douala 1 - 1 CAN 1972 / 1 but(10)
51. 27/02/1972 Soudan - Maroc Douala 1 - 1 CAN 1972 / 1 but(11)
52. 29/02/1972 Zaire - Maroc Douala 1 - 1 CAN 1972 / 1 but(12)
53. 19/11/1972 Maroc - Sénégal Agadir  0 - 0 Elim. CM 1974
54. 03/12/1972 Sénégal - Maroc Dakar 1 - 2 Elim. CM 1974
55. 11/02/1973 Guinée - Maroc Conakry 1 - 1 Elim. CM 1974
56. 25/02/1973 Maroc - Guinée Tétouan 2 - 0 Elim. CM 1974 / 2 buts(20)
57. 20/05/1973 Côte d’ivoire - Maroc Abidjan 1 - 1 Elim. CM 1974
58. 03/06/1973 Maroc - Côte d’ivoire Tétouan 4 - 1 Elim. CM 1974 / 2 buts(22)
59. 21/10/1973 Zambie - Maroc Lusaka 4 - 0 Elim. CM 1974
60. 31/10/1973 Algérie - Maroc Alger 2 - 0 Amical
61. 25/11/1973 Maroc - Zambie Tétouan 2 - 0 Elim. CM 1974 / 1 but(23)
62. 09/12/1973 Zaire - Maroc Kinshasa 3 - 0 Elim. CM 1974
63. 22/02/1974 Irak - Maroc Baghdad 0 - 0 Amical
64. 25/02/1974 Kuwait - Maroc Kuwait City 0 - 2 Amical
65. 01/03/1974 A.Saoudite - Maroc Riyad 0 - 0 Amical
66. 07/04/1974 Maroc – Algérie Casablanca 2 - 0 Amical
67. 26/09/1974 Jordanie - Maroc Damas 1 - 2 Tournoi Kuneitra / 1 but(24)
68. 28/09/1974 Égypte - Maroc Damas 2 - 4 Tournoi Kuneitra
69. 01/10/1974 Tunisie - Maroc Damas 1 - 3 Tournoi Kuneitra / 1 but(25)
70. 03/10/1974 Liban - Maroc Damas 0 - 3 Tournoi Kuneitra / 1 but(26)
71. 06/10/1974 Soudan - Maroc Damas 0 - 2 Tournoi Kuneitra / 1 but(27)
72. 09/10/1974 Syrie - Maroc Damas 1 - 1 (3 - 4p) Finale Tournoi Kuneitra / 1 but(28)
73. 31/10/1974 Algérie - Maroc Alger 0 - 0 Amical
74. 24/11/1974 Maroc - Gambie Casablanca 3 - 0 Elim. CAN 1976
75. 02/03/1975 Maroc vs Tunisie Casablanca 0 - 0 Amical
76. 22/03/1975 Maroc – Sénégal Fès 4 - 0 Elim. CAN 1976 / 1 but(30)
77. 13/04/1975 Sénégal - Maroc Kaolack 2 - 1 Elim. CAN 1976 / 1 but(31)
78. 20/02/1976 A.Saoudite - Maroc Riyadh 0 - 2 Amical / 1 but(33)
79. 01/03/1976 Maroc - Soudan Dire Dawa 2 - 2 CAN 1976
80. 04/03/1976 Zaire - Maroc Dire Dawa 0 - 1 CAN 1976
81. 06/03/1976 Nigeria - Maroc Dire Dawa 1 - 3 CAN 1976 / 1 but(34)
82. 09/03/1976 Égypte - Maroc Addis Abeba 1 - 2 2°Tour CAN 1976 / 1 but(35)
83. 11/03/1976 Nigeria - Maroc Addis Abeba 1 - 2 2°Tour CAN 1976 / 1 but(36)
84. 14/03/1976 Guinée - Maroc Addis Abeba 1 - 1 2°Tour CAN 1976
85. 12/09/1976 Arabie Saoudite - Maroc Riyadh 0 - 2 Amical
86. 13/10/1976 A.Saoudite - Maroc Damas 0 - 0 Jeux Arabes
87. 12/12/1976 Maroc - Tunisie Casablanca 1 - 1 Elim. CM 1978
88. 09/01/1977 Tunisie - Maroc Tunis 1 - 1 (4 - 2) Elim. CM 1978
89. 06/03/1978 Tunisie - Maroc Kumasi 1 - 1 CAN 1978
90. 09/03/1978 Congo - Maroc Kumasi 0 - 1 CAN 1978
91. 11/03/1978 Ouganda - Maroc Kumasi 3 - 0 CAN 1978
92. 30/09/1979 Maroc – Mauritanie Casablanca 4 - 1 Elim. CAN 1980 / 1 but(37)
93. 28/10/1979 Maroc - Togo Mohammedia 7 - 0 Elim. CAN 1980 / 1 but(38)
94. 09/12/1979 Maroc vs Algérie Casablanca1 - 5 Elim. JO 1980

## Palmarès

### Club
SCC Mohammédia
- Championnat du Maroc
  - Champion en 1980
- Coupe du Maroc
  - Vainqueur en 1972, 1975
- Coupe du Maghreb des vainqueurs de coupe
  - Vainqueur : 1973
- Supercoupe du Maroc
  - Vainqueur : 1975

### Sélection
- Maroc
  - Coupe d'Afrique des nations
    - Vainqueur en 1976

  - Football aux Jeux panarabes
    - Vainqueur en 1976

### Distinctions personnelles
- Ballon d'or africain en 1975.
- Meilleur buteur de Championnat du Maroc (16 buts) en  1969 et 1973.
- Meilleur joueur de la Coupe d'Afrique des nations : 1976
- Meilleur buteur de l’histoire du Maroc olympique avec 14 buts en 23 sélections.
- IFFHS Équipe de rêve masculine de tous les temps du Maroc[5].